# John Riley (sång)
John Riley är en engelsk folkvisa, inspelad av Pete Seeger 1950. Med text på svenska av Olle Adolphson spelades den in av honom 1961 som Post festum.

### Fotnoter
1. ↑  Joakim Tegblom. ”Låtar du trodde var svenska”. Arkiverad från originalet den 26 oktober 2013. https://web.archive.org/web/20131026075436/http://gotiskaklubben.wordpress.com/2013/09/22/latar-du-trodde-var-svenska/. Läst 19 juni 2014.